# L'Enquête (film, 1986)
Pour les articles homonymes, voir Enquête.
Pour plus de détails, voir Fiche technique et Distribution.
L'Enquête (L'Inchiesta) est un film tuniso-hispano-italien réalisé par Damiano Damiani, sorti en 1986.

## Fiche technique
- Titre original : L'Inchiesta
- Titre français : L'Enquête
- Réalisation : Damiano Damiani
- Scénario : Damiano Damiani, Vittorio Bonicelli, Suso Cecchi D'Amico et Ennio Flaiano
- Photographie : Franco Di Giacomo
- Musique : Riz Ortolani
- Pays d'origine :  Italie |  Espagne |  Tunisie
- Format : couleurs
- Date de sortie : 1986

## Distribution
- Keith Carradine : Tito Valerio Tauro
- Harvey Keitel : Ponce Pilate
- Phyllis Logan : Claudia Procula
- Angelo Infanti : Trifone
- Lina Sastri : Marie Madeleine
- Salvatore Borgese
- Lorenzo Piani
- Jean-François Poron